# 승마 (식물)
승마(升麻)는 주로 한국에 분포하는 여러해살이풀로 6종이 있으며 굵은 뿌리는 검은빛이 도는 자주색을 띠고, 키는 약 1m이다. 잎은 잎자루가 길며, 꽃은 흰색이며, 8-9월에 원줄기 윗부분에 큰 겹총상 꽃차례로 무리져 핀다. 한의학에서는 뿌리를 승마라 해서 열을 내리게 하거나 독을 없애는 약으로 쓴다. 학명은 Cimicifuga heracleifolia이다.